# Nasbinals
 Nasbinals  es una población y comuna francesa, situada en la región de Languedoc-Rosellón, departamento de Lozère.
La ruta del Camino de Santiago de Le Puy pasa por Nasbinals en dirección a Ostabat-Asme, donde confluye con los Caminos de Tours y de Vézelay. El tramo de 17 km del Camino de Le Puy entre Nasbinals y Saint-Chély-d'Aubrac está incluido en el bien cultural "Los Caminos de Santiago en Francia", inscrito en 1998 en la lista de Patrimonio de la Humanidad de la Unesco.

## Demografía
| 725 | 713 | 636 | 606 | 503 | 504 |
| Para los censos de 1962 a 1999 la población legal corresponde a la población sin duplicidades (Fuente: INSEE [Consultar]) |     |     |     |     |     |